# Salvador Carreras
Salvador Carreras fue un futbolista argentino, surgido en el Club Atlético Vélez Sarsfield de Argentina, en 1919. Como principal logro, en el Campeonato de 1920, se consagra goleador del torneo con 20 tantos. 

## Historia
De apodo "Carreritas" o "Salva", el delantero surgido en la cantera de Vélez Sarsfield, ingresó en el primer equipo con sólo 17 años de edad, en el torneo que el club debuta en Primera División, en el Campeonato 1919, al crearse la Asociación Amateurs de Football y quien finalmente se consagrara subcampeón del certamen.
Específicamente, en la 8ª fecha contra Defensores de Belgrano, debuta en el encuentro finalizado 1-1.
Al Torneo del año siguiente, y con sólo dos partidos jugados, Carreras empieza como titular y finalmente se consagra goleador absoluto del Campeonato de 1920 con 20 goles. De tal manera pasó a ser el primer jugador de la historia de Vélez Sarsfield en encabezar la lista de goleadores de un torneo. Posteriormente fue convocado a disputar algunos encuentros con la Selección Nacional Argentina.
Defendió los colores del "Fortín" hasta 1923, disputando 101 encuentros en el amateurismo y 1 por la Copa Competencia, convirtiendo en total 55 goles.
En 1947-48 fue director técnico de Tigre. En el club de Victoria dirigió 54 encuentros.